# Pierre à Massicault
La Pierre à Massicault est un polissoir situé à Rigny-le-Ferron, dans le département français de l'Aube.

## Description
Le polissoir est un grand monolithe de 4 m de longueur sur 1,50 m de largeur et 0,60 m d'épaisseur au-dessus du sol. Il ne comporte qu'une seule rainure peu profonde et 4 cuvettes de polissage. Le polissoir a probablement été brisé à une extrémité, puisque selon J. Batillet, le polissoir comportait 3 cuvettes supplémentaires. Le bloc de pierre (0,50 m sur 0,70 m) visible à proximité qui comporte une cuvette de polissage en constitue probablement un fragment d'origine.